# Кацалапов, Александр Анатольевич
Алекса́ндр Анато́льевич Кацала́пов (5 апреля 1986; Волгоград) — российский футболист, защитник.

## Карьера
Воспитанник волгоградского «Ротора».
В родном клубе играл до конца 2008 года. С 2009 по 2012 годы выступал в составе екатеринбургского «Урала». Весну 2013 года провёл в «Тюмени». С лета 2013 года по лето 2015 года являлся игроком московского «Торпедо». В июне 2015 года подписал контракт с клубом «Уфа». Летом 2016 года контракт был расторгнут по обоюдному согласию. Во второй половине 2016 года был игроком «Оренбурга». В 2017 и 2018 годах играл за московский «Арарат». В начале 2019 года стал игроком «Ротора».